# NGC 5846A
NGC 5846A este o galaxie situată în constelația Fecioara. A fost descoperită în  de către William Herschel.